# Gemünden (Wohra)
Gemünden (Wohra) è una città tedesca di 3 961 abitanti, situata nel Land dell'Assia.